# London SS
London SS («Лондон Эс Эс») — британская рок-группа, образованная в марте 1975 года в Лондоне, Англия, гитаристом Миком Джонсом и бас-гитаристом Тони Джеймсом. Коллектив, бо́льшую часть своей короткой истории проведший в репетициях, оказался «не менее важен, чем The Sex Pistols, для становления феномена, получившего известность как панк-рок».
Известно, что участниками группы в разное время были Мэтт Дэнжерфилд (англ. Matt Dangerfield), Казино Стил (англ. Casino Steel) и Эндрю Мэтсон (англ. Andrew Matheson) (последние из Hollywood Brats, все вместе — будущие The Boys), Тони Джеймс (будущий музыкант Chelsea, потом Generation X), Брайен Джеймс и Рэт Скэбис (будущие The Damned), Мик Джонс (Clash), не говоря уж о массе музыкантов, которые приписывали себя к участию в этой группе.
Группа возникла благодаря Мэтту Дэнджерфилду и Барри Джонсу (англ. Barry Jones), устроивших в подвале дома номер 47а на Уоррингтон Кресченд в Мэйда Вэйл студию, где они могли бы репетировать. В этом подвале, куда начала стягиваться будущая панк-тусовка, друзья Барри и Мэтта, и возникла группа London SS. Впрочем, самому Барри Джонсу дорога туда была заказана, поскольку он «не подходил к имиджу группы». Позже Барри вместе с Энди Чезовски (англ. Andy Czezowski) организовали в Лондоне первый панк-клуб — Roxy, ставший меккой для всего британского панк-движения.
Единственной записью группы оказалась демо-плёнка, в работе над которой приняли участие оба Джеймса, Джонс и барабанщик Роланд Хот (Roland Hot). Стилистически это был прямолинейный рок-н-ролл; исполнялись также ритм-энд-блюзовые каверы. Одну из песен того времени, «1-2 Crush On You», позже записали The Clash. Хот, в январе 1976 года  уволенный, вошёл в состав Kid Rogers and the Henchmen, группы, подписавшей контракт с Chiswick Records и выпустившей один сингл («Getaway»/«Sensational»).